# Agustín Querol
Agustín Querol Subirats (Tortosa, 17 maggio 1860 – Madrid, 14 dicembre 1909) è stato uno scultore spagnolo.

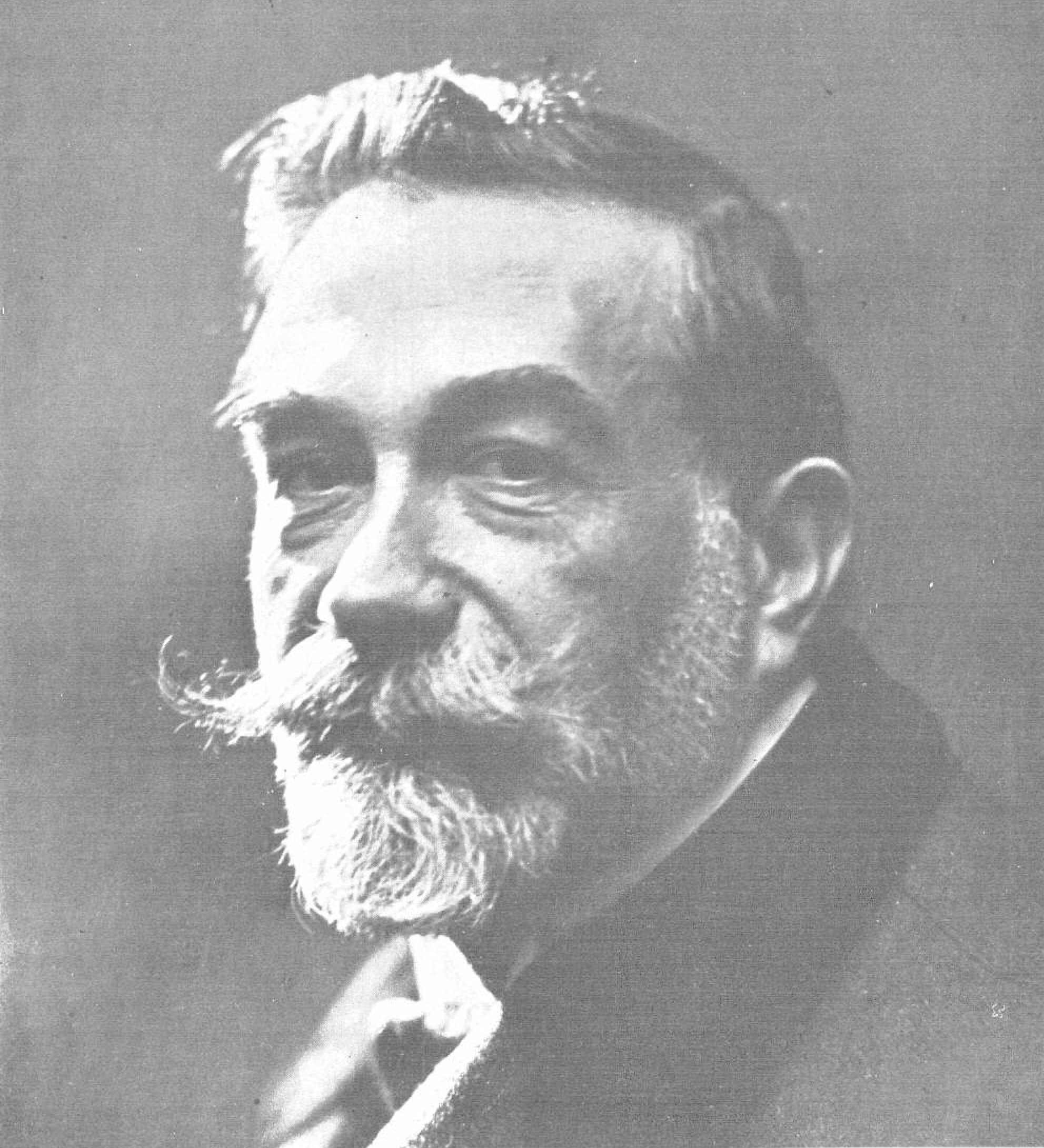
Foto di Agustín Querol, scattata da Kaulak.

Di origini catalane e dopo aver studiato a Roma, viaggia a Madrid, dove rimarrà fino alla sua morte e dove diventerà deputato dal 1907 al 1909.

## Vita
Figlio di un panettiere catalano, si avvicina alla sua passione artistica fin da piccolo, studiando alla Escuela de la Lonja, sotto l'ala dello scultore Domènec Talarn. Nel 1884 ha la possibilità di andare a studiare a Roma, dove lavora per alcuni anni per poi tornare in Spagna, a Madrid, nel 1890. Nella capitale spagnola ottiene una grande popolarità nell'alta borghesia cittadina e comincia anche a lavorare a numerosi progetti officiali. Come risultato della fama, Querol ebbe l'opportunità di poter aprire il suo studio artistico privato.
Ha ricevuto la medaglia d'oro per l'esposizione di Madrid del 1887, la Medaglia d'oro di Monaco di Baviera nel 1891 e nel 1895, la Medaglia d'oro di Vienna nel 1898 e il primo premio dell'Esposizione Universale del 1888, per la sua opera Il suicidio di Sagunto.

## Opere
- 1881 - Cabeza de Dolorosa.
- Monumento a los SItios de Zaragoza (Monumento agli assedi di Saragozza), 1908.1885 - Guerrero vencido.
- 1886 - Sagunto.[2]
- 1887 - La Tradición.[3]
- 1889 - San Félix y Santa Eulalia.

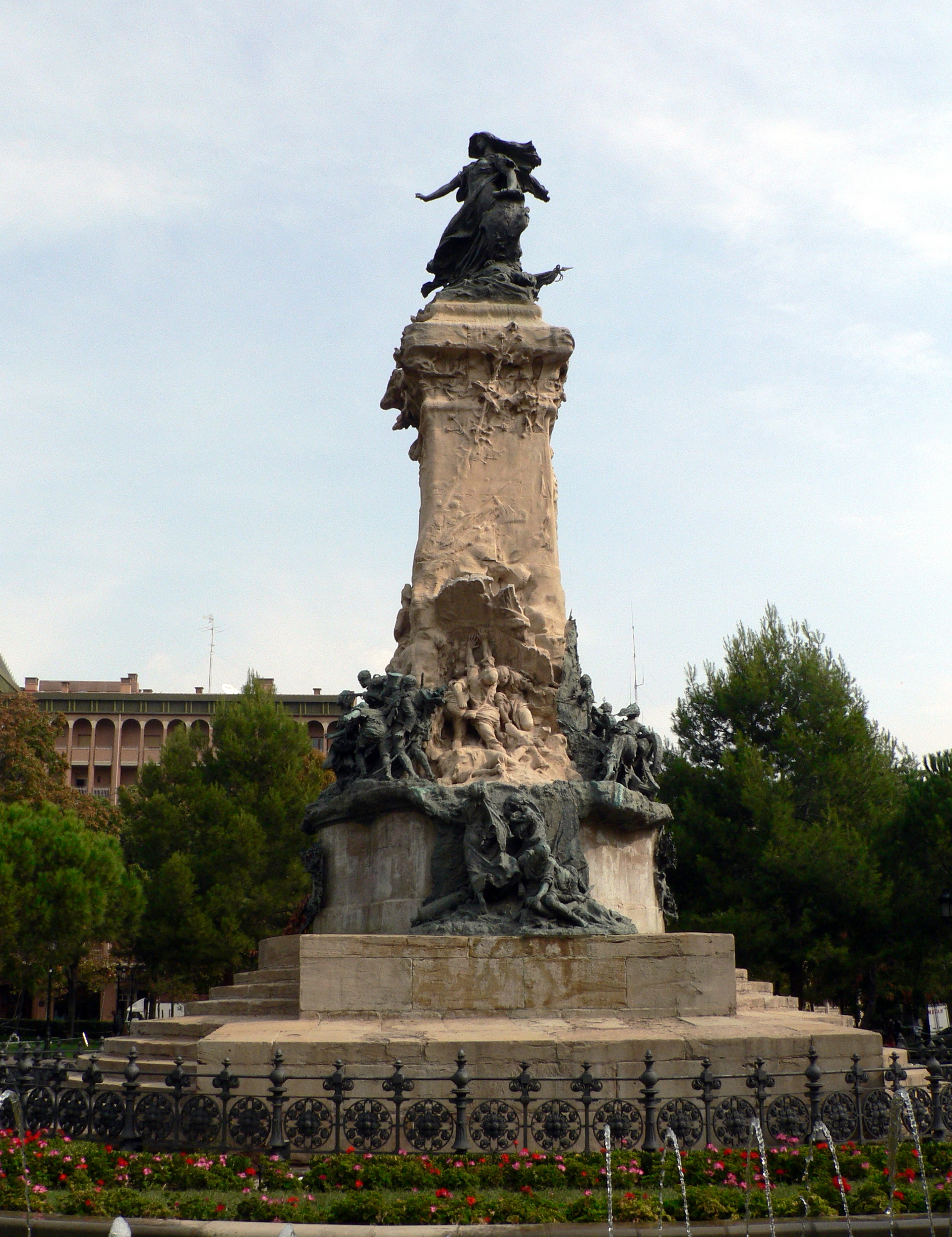
Monumento a los SItios de Zaragoza (Monumento agli assedi di Saragozza), 1908.

- 1890 - Monumento a Méndez Núñez e Monumento a José Elduayen.
- 1891 - Busto de la reina regente María Crístina.
- 1892-1903 - Facciata della Biblioteca Nazionale di Madrid.
- 1892 - Monumento ai Pompieri.
- 1895 - San Francesco curando i lebbrosi.[4]
- 1897 - La Gloria y Los Pegasos.[5]
- 1893 - Monumento a Legazpi e Urdaneta.
- 1897 - Mosè e le leggi.
- 1900 - Monumento a Aureliano Linares.
- 1900 - Monumento alla "Carta Magna" e alle Quattro regioni Argentine.
- 1902 - Monumento a Quevedo.[6]
- 1904 - Monumento ai martiri della religione e della Patria.
- 1906 - Monumento alla Viuda de Epalza.
- 1908 - Mausoleo di Cánovas del Castillo.
- 1908 - Monumento a los Sitios de Zaragoza.
- 1908 - Panteón Guirao.